# ابن شهاب العكبري
أبو علي الحسن بن شهاب بن الحسن العُكبَري (أغسطس 946 - 3 مايو 1037) (المحرم 335 - 15 رجب 428) فقيه حنبلي ونسّاخ وشاعر عراقي من أهل القرن الرابع الهجري/ العاشر الميلادي. من عكبرا مولدًا ووفاة. له شعر ومصنفات في الفقه والنحو. 

## سيرته
هو أبو علي حسن بن شهاب بن الحسن بن علي بن شهاب العكبري. ولد بعكبرا في المحرم 335 / أغسطس 946 وسمع الحديث من أَبي علي بن الصواف، وأحمد بن يوسف بن خلاد، وأبي علي الطوماري، وحبيب بن الحسن القزاز، وابن مالك القطيعي وغيرهم. وسمع منه أبو بكر الخطيب، وعيسى بن أحمد الهمداني. وكان يضرب المثل بحسن كتابته. برع في المذهب، وكان من أئمة الفقه والعربية والشعر في عصره. ذكره الخطيب البغدادي في تاريخه وقال عنه «وكان فاضلا يتفقه عَلَى مذهب أَحْمَد بن حنبل، ويقرئ القرآن، ويعرف الأدب، ويقول الشعر. كتبت عنه بعكبرا. سمعت أبا بكر البرقاني- وذكر بحضرته أَبُو عَلِيّ بن شهاب- فَقَالَ: ثقة أمين.» 

توفي العكبري في فِي ليلة 15 رجب سنة 428/ 3 مايو 1037 في مسقط رأسه.

## مؤلفاته
- رسالة في أصول الفقه [6]
- جمع ديوان الاحنف العكبري